# Heinrich Kretschmayr
Heinrich Kretschmayr (* 15. Juli 1870 in Bruck an der Leitha, Niederösterreich; † 21. Juli 1939 in Wien) war ein österreichischer Historiker und Archivar. Schwerpunkte seiner Arbeit waren die Geschichte Venedigs und die österreichische Behördengeschichte.

## Leben und Werk
Heinrich Kretschmayr besuchte das Stiftsgymnasium Seitenstetten, anschließend studierte er an der Universität Wien und wurde 1892 mit einer Arbeit über den venezianischen Senator Lodovico Gritti zum Dr. phil. promoviert. Diese Arbeit hatte sein Lehrer Alphons Huber angeregt. 1893 trat er in das Institut für Österreichische Geschichtsforschung ein, wo er 1895 die Staatsprüfung ablegte. Durch seine von Heinrich von Zeißberg initiierte Institutshausarbeit Reichsvizekanzler Georg Sigmund Held kam Kretschmayr zu behördengeschichtlichen Themen.
Ab 1896 war er im Archiv des Ministeriums des Innern als Konzeptpraktikant beschäftigt. Im folgenden Jahr wurde er zum Konzipisten ernannt. Dort befasste er sich mit den Regesta Habsburgica. Im Jahr 1898 habilitierte er sich für Mittlere und Neuere Geschichte an der Universität Wien, wo er 1907 zum außerordentlichen Professor berufen wurde. Schon 1904 war er dem früh verstorbenen Thomas Fellner als Direktor im besagten Archiv nachgefolgt und übernahm auch dessen Arbeit an der Geschichte der österreichischen Staatsverwaltung, deren Herausgabe er ab 1907 besorgte. 1908 wurde er Mitglied im 1894 gegründeten Archivrat, der beim Innenministerium angesiedelt war. Kretschmayr ist die Durchsetzung des Provenienzprinzips zu verdanken. Auch spielte er eine wesentliche Rolle beim Verbleib großer Teile des Archivguts in Wien nach 1918, als der Vielvölkerstaat geteilt wurde.
1920 wurde Kretschmayr zum Ministerialrat ernannt. Er wurde Leiter des neu geschaffenen Archivamts, 1928 Vorsitzender des Archivbeirats, der das Archivamt beriet. 1923 wurden die Aufgaben dem Referat Oberste Archivleitung übertragen, das Kretschmayr leitete. 1925, im Jahr seiner Pensionierung, erhielt er eine ordentliche Professor. Seit 1921 war er korrespondierendes Mitglied der Österreichischen Akademie der Wissenschaften.
Mit seinem dreibändigen Werk zur Geschichte Venedigs gelangte er „zu internationaler Berühmtheit“. Der erste Band erschien 1905. Das Erscheinen des 2. Bandes wurde durch den Ersten Weltkrieg stark verzögert, so dass die Drucklegung erst 1920 erfolgte. Seine Vorarbeiten zum 3. Band wurden 1927 durch ein Feuer zerstört, so dass das Werk erst 1933, nach insgesamt 28 Jahren abgeschlossen werden konnte.
Kretschmayr bekannte sich 1938 zum Nationalsozialismus. Im Statistischen Jahrbuch für Österreich 1938 verfasste er den Beitrag Geschichtliche Einleitung: Von der Ostmark – zur Ostmark, worin er Adolf Hitler als „Befreier seiner Heimat“ bezeichnete. Nach Kretschmayr war es „eine[r] kleine[n] Gruppe von Politikern […], die der Reichsvereinheitlichung die Selbständigkeit Österreichs entgegenstellte und diese Politik gegen eine stetig wachsende Volksmehrheit mit allen Mitteln der Gewalt aufrechterhalten wollte.“

## Veröffentlichungen (Auswahl)
- Heinrichs Kretschmayrs Geschichte von Venedig, in 3 Bänden (Gotha 1905, 1920, 1934) ist immer noch die umfassendste Darstellung zum Thema in deutscher Sprache und mehrfach in Reprintausgaben wieder aufgelegt worden: 2. Neudruck der Ausgabe Gotha 1920 und Aalen 1986; Reprint des 1. und 2. Bandes o.O o. J. (2010); Reprint von Band 1–3, Paderborn 2012; Reprint des 2. Bandes o. O. o. J. (2012) Die Originalausgaben sind:
  - Bd. 1: Bis zum Tode Enrico Dandolos, Gotha 1905. (Digitalisat beim MDZ)
  - Bd. 2: Die Blüte, Gotha 1920. (Digitalisat beim MDZ)
  - Bd. 3: Der Niedergang, Gotha 1934. (Digitalisat beim MDZ)
- Das deutsche Reichsvicekanzleramt, in: Archiv für österreichische Geschichte 84 (1898) 381–502.
- Archivalische Beiträge zur Geschichte niederösterreichischer Städte und Märkte, in: Jahrbuch für Landeskunde von Niederösterreich. Verein für Landeskunde von Niederösterreich 1 (1902) 313–355.
- Die österreichische Zentralverwaltung 1491-1918, 1. Abteilung, 3 Bände, 1907 (mit Thomas Fellner, † 1904), 2. Abteilung, 3 Bände, 1925–1938 (mit Joseph Kallbrunner, Friedrich Walter und M. Winkler); Reprint o. O. o. J. (2012).
- Ludovico Gritti. Eine Monographie, in: Archiv für österreichische Geschichte 83 (1897) 1–106.
- Maria Theresia, 1925, Staackmann-Verlag, Leipzig 1939[4], 1943.
- Die Türken vor Wien. Stimmen und Berichte aus dem Jahre 1683 (= Die Kleine Bücherei, 220), Langen, Müller, München 1938.
- Geschichte von Österreich, Österreichischer Bundesverlag für Unterricht, Wissenschaft und Kunst, Wien & Leipzig 1936, 2. Aufl. 1937, 3. Aufl. 1938.
- Prinz Eugen. Briefe, Berichte und Stimmen. Ausgewählt von Heinrich Kretschmayr (= Die Kleine Bücherei, 231), Langen, Müller, München 1940.

## Notizen
1. ↑  Michael Hochedlinger: Österreichische Archivgeschichte. Vom Spätmittelalter bis zum Ende des Papierzeitalters, Böhlau, 2013, S. 136.
2. ↑  Eric R. Dursteler: Introduction: A Brief Survey of the Histories of Venice, in: Eric R. Dursteler (Hrsg.): A Companion to Venetian History, 1400-1797 (=Brill's companions to European History, 4), Brill, Leiden 2013, S. 1–24, hier: S. 13.
3. ↑  Gudrun Exner unter Mitarbeit von Peter Schimany: Bevölkerungsstatistik und Bevölkerungswissenschaft in Österreich 1938 bis 1955, Böhlau, Wien/Köln/Weimar 2007, S. 95 f.
4. ↑  Mit zeitgenössischen Abb. Marias und ihrer Familie; mit Personen- und Sach-Register. Gewidmet dem Nationalsozialisten Heinrich von Srbik „zum 60. Geb.“ Die Ausgabe enthält 71 Seiten schwer greifbarer Dokumente im Anhang S. 229–299, meist Denkschriften Marias.

| Personendaten    | Personendaten                            |
| ---------------- | ---------------------------------------- |
| NAME             | Kretschmayr, Heinrich                    |
| KURZBESCHREIBUNG | österreichischer Historiker und Archivar |
| GEBURTSDATUM     | 15. Juli 1870                            |
| GEBURTSORT       | Bruck an der Leitha, Niederösterreich    |
| STERBEDATUM      | 21. Juli 1939                            |
| STERBEORT        | Wien                                     |